# Jacques Alexandre François Allix de Vaux
Jacques Alexandre François Allix de Vaux (* 21. Dezember 1768 in Percy, einer Gemeinde in der Region Normandie; † 26. Januar 1836 in der französischen Gemeinde Courcelles auf Château de Bazarnes) war General während der französischen Revolution und Graf von Freudenthal. Er kämpfte in den Armeen der ersten französischen Republik sowie des Königreichs Westphalen und beteiligte sich während seiner gesamten Militärkarriere an der Entwicklung von Artilleriesystemen. Zudem verfasste Allix verschiedene Schriften zur Artillerie und eine Übersetzung von Vittorio Alfieris Werk De la tyrannie.

## Privatleben

### Familie
Der Vater von Jacques Alexandre François Allix de Vaux war Paul Emile Allix de Vaux. Dieser unterrichtete als Lehrer an einer Militärschule und war maßgeblich für die frühe Bildung von Jacques Alexandre François Allix de Vaux. Seine Mutter war Laure Allix de Vaux.
Allix heiratete am 6. April 1801 in der Kirche Saint-Phillipe du Roule in Paris seine Frau Louise Françoise Cécile Morillon de Bazarne. Er hatte zwei Kinder: einen Sohn, Jean-François, und eine Tochter, Françoise Catherine Paris.

### Freudenthal
Im Zuge eines von Jérôme Bonaparte initiierten Zwangsverkaufs zum Akquirieren von Geldmitteln kaufte Allix de Vaux am 25. April 1813 vom Syndikus des Deutschen Ordens, Christian Friedrich Heimbach, ein in Freudenthal gelegenes Herrengut. In einer 1813 veröffentlichten Erhebung wird Freudenthal als 'Kirchdorf' charakterisiert und war demnach von überschaubarer Größe. Seine Ernennung zum Grafen von Freudenthal durch Bonaparte folgte nach der späteren Wiedereinnahme Kassels. Nach nur vier Monaten in seinem Besitz überließ er das Gut jedoch bereits wieder an einen Ermschwerder Pfarrer zur Pacht unter der Zusicherung einiger Vorrechte. 1814 wurde das Gut nach dem Ende des Königreichs Westphalen durch den wiedereingesetzten Kurfürsten Wilhelm I. konfisziert.
Im Anschluss an seinen kurzzeitigen Besitz entfachte sich nach einer von Allix eingebrachten Klage ein intensiver Rechtsstreit, der erst 1840 beigelegt wurde. Während seiner Zeit im Exil nach der Verbannung erhob Allix am 1. Mai 1817 eine Beschwerde vor dem Bundestag des Deutschen Bundes auf seine Wiedereinsetzung als Freudenthaler Gutsbesitzer. Vor dem Bundestag konnte kein Vergleich mit dem kurhessischen Gesandten erreicht werden, was Allix damit auf den Rechtsweg zwang.
Offiziell erhob Allix 1821 seine Klage vor den zuständigen Gerichten. In der Folge kam es vor der zuständigen kurhessischen Judikative zur Klage, das Verfahren zog sich jedoch über mehrere Jahrzehnte und konnte selbst vor Allix’ Tod im Jahr 1836 nicht offiziell beigelegt werden. Erst 1840 wurde es seinen Kindern möglich, sich im Grundbuchkataster als Eigentümer des Guts eintragen zu lassen, nachdem das Gericht sie als Besitzer anerkannte.

### Schriftstellerische Tätigkeit
Neben seiner Rolle im politischen Leben als Militär und kurzzeitiger Grundbesitzer war Jacques Alexandre Allix de Vaux auch literarisch tätig. Bereits 1814 war er Autor des sechsseitigen Textes Ordre et instruction pour les officiers commandant la levée en masse, in dem er eine Anleitung für revolutionäre Offiziere während eines Aufstandes zu formulieren suchte. 1818 hatte er im Exil den Text Théorie de l’Univers geschrieben und veröffentlicht, der im Deutschen als Neues System des Welt-Alls herausgegeben wurde. Außerdem sticht die Übersetzung De la tyrannie der italienischen Tragödie Della tirannide des Dramatikers und Aufklärers Vittorio Alfieri in seine französische Muttersprache aus dem Jahr 1831 heraus, die aus dem Komplex seiner sonst zumeist militärisch geprägten Themen herausfiel.
Neben diesen Werken zeichnete Allix de Vaux in drei weiteren Texten verantwortlich: 1827 veröffentlichte er Système d’artillerie de campagne du lieutenant-général Allix, comparé avec les systèmes du comité d’artillerie de France, de Gribeauval, et de l’an XI, in dem er einen Vergleich zwischen seiner Feldschlachtstrategie als kommandierender Artillerist und der zeitgenössisch in Frankreich vorherrschenden Gribeauval-Strategie zu ziehen versuchte. Mit dem namensgebenden Kampf um Paris im Zuge der Julirevolution 1830 beschäftigte sich dann Battaile de Paris, en juillet 1830, auch wenn hier keine Bestimmung der Abfassung vorliegt. Ebenso ist von ihm das Pamphlet électoral pour la justification de Me Dupin, ou Lettre du lieut.-général Allix, à son ami Victor, maréchal-des-logis au 16e régiment de chasseurs à cheval, en garnison à Villefranche (29 juin 1831) überliefert, ein Empfehlungsschreiben für den Sohn des im Titel erwähnten Marschalls Dupin.
Nach diesem Schreiben lassen sich Jacques Alexandre Allix de Vaux keine weiteren Werke mehr zuordnen.

## Die Militärkarriere

### Beginn der Militärkarriere
Jacques Alexandre François Allix de Vaux war gelernter Schmied und begann seine militärische Karriere in der königlich-französischen Artillerieabteilung im Jahr 1784 als Élève. Er kämpfte ab 1792 in den ersten Kriegen der französischen Revolution in der revolutionären Nördlichen Armee und stach bei der Belagerung von Luxemburg (1794–1795) hervor. Ebenfalls 1795 wurde er zum Sous-lieutenant und bereits ein Jahr später zum Colonel befördert.
1799 wurde er Regimentskommandeur in der französischen Armee und zeichnete sich im folgenden Jahr im Zuge des Angriffs auf Verona und beim Kampf um Marengo aus. Sein potentiell folgender militärischer Aufstieg wurde durch Napoleons Umsturz im Staatsstreich des 18. Brumaire VIII verzögert, so wurde er 1804 gezwungen von seinem Posten zurückzutreten, und trat aus dem Dienst der französischen Armee aus.

### Die Militärkarriere im Königreich Westphalen
Am 26. Juli 1808 trat Allix als General-Direktor des Artillerie- und Genie-Korps in den Militärdienst in der Armee des Königreichs Westphalen ein. Anfang Oktober stieg er in den Rang des Brigadegenerals des Königreichs Westphalen auf und vier Jahre später, am 15. April 1812, wurde Allix Generalmajor. Am 20. März 1812 wurde er zum Kommandeur des Artillerie- und Genie-Korps im 8. Armee-Korps von Napoleons Grande Armée für den Russlandfeldzug ernannt, kurz darauf zum Général de division befördert. Noch im Oktober desselben Jahres wurde ihm der Verdienstorden der französischen Ehrenlegion verliehen.

### Dienst in der französischen Armee und Exil
Ab dem 26. Februar 1814 trat Jacques Alexandre Allix de Vaux als Général de division in den Militärdienst ein. Er kämpfte während der Herrschaft der Hundert Tage Frankreich in der Champagne und kommandierte im Feldzug 1815 die Truppen der 1. Division im 1. Korps der Armée du Nord, nahm selbst jedoch nicht an diesen Schlachten teil. Entgegen der allgemeinen Annahme war Allix kein Teilnehmer an der Schlacht von Waterloo. Sein Platz als Kommandeur der 1. Infanteriedivision unter Jean-Baptiste Drouet d’Erlon wurde dort von Joachim-Jérôme Quiot du Passage eingenommen, Allix selber hingegen wurde nach der Schlacht jedoch mit der Verteidigung von Saint Denis beauftragt.
Nach dem Sturz von Napoleon Bonaparte wurde Allix am 24. Juli 1815 durch Befehl des neuen Königs Ludwig XVIII. verhaftet und neben 56 anderen Personen durch ein königliches Dekret am 23. Dezember 1815 aus Frankreich verbannt. Gegen Ende des Jahres 1818 wurde ihm erlaubt, aus seinem Exil im Fürstentum Waldeck nach Frankreich zurückzukehren. Am 1. Januar 1819 wurde er auf die Liste der in Ruhestand getretenen Generäle aufgenommen. Bis zu seiner endgültigen Entlassung aus dem Dienst 1831 verfasste Allix verschiedene Schriften. Jacques Alexandre Francois Allix de Vaux verstarb am 29. April 1836 in Courcelles (Nièvre).

## Allix und die Verteidigung Kassels

### Der Russlandfeldzug 1812 – Die Vorgeschichte
Allix war durch seine Ernennung zum Kommandeur des Artillerie- und Genie-Korps von besonderer Bedeutung für den 8. Armee-Korps während des Russlandfeldzugs. Nach einer schweren Niederlage im Zuge der Verfolgung des russischen Generals Pjotr Iwanowitsch Bagration durch Jérôme Bonaparte befanden sich die Truppen in einem angeschlagenen Zustand, als es am 7. September 1812 zur Schlacht bei Borodino kam. Dort erhielt General Allix große Anerkennung von französischer und westphälischer Seite für seine Leistungen als Kommandeur der westphälischen Truppen, wurde jedoch während der Schlacht verletzt. Es folgte der schwere Rückzug der napoleonischen Seite aus Russland, in dem Allix gezwungen war, viele der ihm unterstehenden Artilleriegeschütze in der Nähe von Smolensk am Berg Valutina-Gora wegen des Wetters zurückzulassen. Aufgrund der großen Verluste während des Feldzugs kehrte er als einer von Wenigen nach Kassel zurück.

### Die Verteidigung und Wiederbesetzung von Kassel
1813 wurde Allix mit der Verteidigung der Hauptstadt Kassel beauftragt und übernahm zusätzlich die Rolle des Gouverneurs der königlichen Artillerie- und Genieschule in Kassel. Obwohl er noch am 29. September am Tag nach deren Erscheinen im Moniteur Westphalien drucken ließ, dass die russischen Spähtruppen nachdrücklich zurückgeschlagen worden seien, war der Erfolg nur von kurzer Dauer. Die Verteidigung der Stadt misslang aufgrund der vom Russlandfeldzug stark dezimierten Truppen und Materialien und es kam Anfang Oktober nach Verhandlungen mit dem russischen Befehlshaber Czernicheff im Oberneustädter Rathaus zur Kapitulation, die vor dem Kölnischen Tor von beiden Seiten unterzeichnet wurde. In der Folge zerfiel und desertierte der Rest des Kasseler Militärs.
Während dieser sich von Kassel über Dörnberg zurückzog, schoss einer der Aufständischen gegen die französische Fremdherrschaft, Alexander Dotting, auf Allix. Nach dem fehlgeschlagenen Attentatsversuch kam Allix am 2. Oktober 1813 in Marburg an, wo er von Jérôme Bonaparte mit der Wiederbesetzung Kassels beauftragt wurde. Ebenfalls wurde er dort zum lieutenant de roi, einem Königslieutenant und Statthalter, ernannt, was ihm weitreichende Befugnisse einbrachte, die er während der Wiederbesetzung nutzte. Mit 400 bis 500 Reitern brach er am 5. Oktober 1813 nach Kassel auf und erreichte die Stadt zwei Tage später. Durch den Abzug des russischen Generals Czernicheff konnte die Stadt ohne große Schwierigkeiten wiederbesetzt werden. Am darauffolgenden Tag (8. Oktober 1813) veröffentlichte Allix einen gefälschten Bericht im Moniteur Westphalien, der die bestehende Hoffnung auf Befreiung zerschlagen sollte, und war mit einem Infanterie-Korps von 2000 Mann innerhalb Kassels tätig. Es herrschte eine allgemeine Angst vor Allix de Vaux’ und Napoleons Rache nach dem Abzug der russischen Truppen, ein Bürger der Stadt beschrieb Allix als „[…] ein[en] heftige[n] Mann, der sich nur zu sehr über die Einwohner zu beklagen habe und gewiss Exempel statuieren werde.“
Am 11. und 12. Oktober 1813 kam es einigen Verhaftungen von größtenteils früheren kurhessischen Staatsdienern, gegen die harte Strafen ergingen. Ebenfalls am 12. Oktober ließ Allix Artikel aus dem Militärstrafgesetzbuch veröffentlichen, um kommende Strafen anzudrohen. Zwei Tage später erließ Allix ein Drohdekret gegen Dörfer, die Deserteure und Verräter nicht ausliefern sollten; es lieferten jedoch nur wenige der umliegenden Dörfer anschließend auch tatsächlich Personen aus. Am 16. Oktober kehrte Jérôme Bonaparte nach Kassel zurück und bekannte sich zu den von Allix verhängten harten Strafen, ebenso wurden am 18. Oktober sämtliche Erlässe des Königlieutenants Allix durch den König bestätigt. Als Belohnung für die Wiederbesetzung der Hauptstadt Kassel wurde Allix zum Grafen von Freudenthal ernannt, zusätzlich gab ihm der König eine Pension von 6000 Francs.
Nach der Niederlage der Franzosen in der Völkerschlacht bei Leipzig plante der König seinen baldigen Abzug am 25. Oktober aus Kassel, es kam zwischen Allix und dem König am 24. Oktober 1813 zum Streit über Machtpositionen. Es wurde berichtet, dass Allix den König beleidigt habe, welcher diesen daraufhin entließ und den Titel sowie die Schenkung von 6000 Francs zurücknahm.

## Mitgliedschaften
Von 1812 bis 1814 war er auswärtiges Mitglied der Akademie der Wissenschaften zu Göttingen.

## Werke
- Ordre et instruction pour les officiers commandant la levée en masse. Auxerre 1814. 7 Seiten.
- Neues System des Weltalls. Frankfurt a. M. 1817. 270 Seiten.
- Théorie de l’Univers. Paris 1818.
- Système d’artillerie de campagne du lieutenant-général Allix, comparé avec les systèmes du comité d’artillerie de France, de Gribeauval, et de l’an XI. Anselin et Pochard, Paris 1827.
- De la tyrannie. A. Leclaire, Paris 1830 (Übersetzung von Vittorio Alfieri: Della tirannide).
- Battaile en Paris, en Juliet 1830. 1830. 40 Seiten.
- Pamphlet électoral pour la justification de Me Dupin, ou Lettre du lieut.-général Allix, à son ami Victor, maréchal-des-logis au 16e régiment de chasseurs à cheval, en garnison à Villefranche (29 juin 1831). 1831. 25 Seiten.